# 虫王
虫王とは、
- 中国の伝統娯楽「闘蟋」の各種大会の優勝者及び優勝個体を指す慣用句。
- 日本で、おもに陸生の節足動物同士を1対1で戦わせ勝敗を決する、競技・イベント名。

本項では後者について記述する。
昆虫綱（クワガタムシ、カブトムシ）、非昆虫綱（タランチュラ、サソリ、オオムカデ、オオゲジ）などの比較的大型の動物が今まで参戦している。フジテレビ系『トリビアの泉』で取上げられ話題になる。
販売元は2007年まで信徳イベント、2007年以降がイーネット・フロンティア、虫皇帝が新堂プロ。
プロデューサーは作家の新堂冬樹。

## 世界最強虫王決定戦シリーズ

### 世界最強虫王決定戦第一弾
2004年11月発売。世界最強虫王決定戦の第一弾。国産カブトからキングバブーンまで世界各地の8選虫が参加している。
基本的に安価なポピュラーな虫の出場が多い
優勝はパラワンオオヒラタクワガタ。次勝は国産カブトムシ。

### 世界最強虫王決定戦第二弾
2005年2月発売。世界最強虫王決定戦の第二弾。パラワンやコーカサスは前作同様、トーナメントに参加している。
この弾でもっとも注目されたのは化け物肉食コオロギ リオックの存在であり、ヒヨケムシ、オオゲジ、オオカマキリ、ビルマブラウンをほとんど一方的に捕食（しかしオオゲジには反撃を許した）し、キングバブーンを戦意喪失させた。
また前作で登場が予定されながらも登場しなかったオオスズメバチや三大奇虫の王者ヒヨケムシ、水中昆虫のタガメやカマキリ類が参戦している。優勝はパラワンオオヒラタクワガタ。次勝はスマトラオオヒラタクワガタ。
第一回のクワガタトーナメントが行われたのもこの弾であり虫王が本格的に始動したのは第二弾からと言える。優勝はパラワンオオヒラタクワガタ。次勝はマレーオオヒラタクワガタ。

### 世界最強虫王決定戦第三弾 肉食昆虫界のラストエンペラー オオエンマハンミョウ見参！
2005年12月発売。世界最強虫王決定戦の第三弾。この頃から毒虫が本格的に出場する。
オオエンマハンミョウやウデムシ、サソリモドキといった虫がこの弾から登場しマイナーな虫を中心とした二軍トーナメントも収録。優勝は、一軍は、スマトラオオヒラタクワガタ、二軍は、ローズヘアータランチュラ。次勝は、一軍は、オオエンマハンミョウ、二軍は、タイワンオオムカデ。

### 世界最強虫王決定戦第四弾 異種格闘技大戦争 甲虫軍VS毒虫軍VSザリガニ軍 炎の神話
2006年4月発売。新たにザリガニが参戦。第二回二軍トーナメントやワンマッチも収録。
第二回二軍トーナメント優勝はオオスズメバチ。次勝はオオカマキリ。

### 世界最強虫王決定戦第五弾 ヘラクレス 未知への異種格闘技戦
2008年3月発売。ヘラクレス・ヘラクレスが参戦している。
他にカブトムシ・クワガタ以外では肉食ではないシロスジカミキリが参戦。
オオスズメバチ軍団　異種格闘技戦七番勝負が収録されている。

Aブロック出場選虫
キリギリス　オオスズメバチ
マレーシアジャイアントオオムカデ
ダイオウサソリ　ヘラクレス・ヘラクレス
キングバブーン　コーカサスオオカブト
フラットロックスコーピオン　
シロスジカミキリ　

Bブロック出場選虫
タガメ　ブラックモールヒヨケムシ　
ジャイアントウデムシ　ヒヨケムシ
ベトナムオオムカデ　
アースタイガータランチュラ
持ち腹ヒヨケムシ　メダマカレハカマキリ
オオスズメバチ軍団　異種格闘技戦七番勝負
出場選虫
オオスズメバチA   ギデオンヒメカブト
ヒルスシロカブト　ラコダールツヤクワガタ
国産カブト　オオスズメバチB    
ノコギリクワガタ　オオスズメバチC   
ブラックモールヒヨケムシ　オオスズメバチD    
アルキデスオオヒラタクワガタ短歯
なお、クワガタはトーナメントに入っていない。実況解説は本作以降はなべやかん。
優勝はヘラクレス・ヘラクレス。次勝はアースタイガータランチュラ。

### 世界最強虫王決定戦第六弾 国産カブトVSオオエンマハンミョウ～誇りをかけた大死闘～
2008年11月発売。トーナメント一回戦目で早くもオオエンマハンミョウと国産カブトムシが激突。その他数々の猛虫たちが参戦。スペシャルマッチも収録されている。優勝は、マレーキャンサースコーピオン。次勝は、オオエンマハンミョウ。参勝は、アフリカメダマカレハカマキリ。

### 世界最強虫王決定戦ファイナル ～虫王最後の聖戦～
2009年4月22日発売。虫王シリーズ最終作でスペシャルマッチを中心にサソリのトーナメントなども収録している。実況解説はあんべあつし。

## カブトVSクワガタシリーズ

### カブト・クワガタ全面対決
2005年3月発売。世界最強虫王決定戦のカブトVSクワガタシリーズの第一弾。非常に高価なジュダイクスヨーロッパミヤマやサタンオオカブトから安価なブケットフタマタや国産カブトまでが参戦している。
実況はあおい洋一郎、解説は松木鋭人。
クワガタ王トーナメント優勝はテイオウオオヒラタクワガタ、次勝はブケットフタマタクワガタ、カブト王トーナメント優勝はコーカサスオオカブト、次勝はラミレスゾウカブト。

### 巨大カブトVS巨大クワガタ 勇者伝説
2005年6月発売。カブトVSクワガタシリーズの第二弾。実況は前作同様あおい洋一郎。解説は芸能界最強のクワガタ王と名高い寺門ジモン。
今まで比べ登場虫が巨大になっておりヘラクレスオキシデンタリスに至っては157ミリとギネス級サイズである。なお本作に登場するオキシデンタリスはムシリンピックまで参戦しており全て同個体である。また、非常に希少なブルーヘラクレスが参戦している。
クワガタ王トーナメント優勝はパラワンオオヒラタクワガタ、次勝はアルキデスオオヒラタクワガタ、イザベラオオヒラタクワガタ、カブト王トーナメント優勝はヘラクレス・オキシデンタリス、次勝はコーカサスオオカブト。

### カブト王VSクワガタ王 誇り高き戦士たち
2005年7月発売。カブトVSクワガタシリーズの第三弾。前作と比べ登場する虫はやや小さくなっている。クワガタを種族別トーナメントに組み合わせた。
解説はプロレスラーの川田利明と石狩太一。実況はあおい洋一郎。
クワガタ王トーナメント優勝はスマトラオオヒラタクワガタ、次勝はギラファノコギリクワガタ、カブト王トーナメント優勝はヘラクレス・オキシデンタリス、次勝はコーカサスオオカブト。

### かぶと☆くわがた ムシリンピック2005 ラストサムライ奇跡への挑戦
2005年9月発売。
世界各国のカブト・クワガタを生息地別のブロックで戦わせる本選トーナメントとカブトトーナメントを収録。実況は本作から三浦崇史。解説は元K-1ファイターの佐竹雅昭。
本選トーナメント・カブト王トーナメント共に優勝はヘラクレス・オキシデンタリス。本選トーナメント次勝はヘラクレス・ヘラクレス、カブト王トーナメント次勝は国産カブトムシ。

### かぶと☆くわがた 世界最強タッグトーナメント -新☆無敵の皇帝誕生-
2006年1月発売。カブトクワガタのタッグバトルを収録。解説は勇者伝説と同じく寺門ジモン。
優勝はヘラクレス・リッキー、次勝はギラファノコギリクワガタ。

### カブト☆クワガタ ワールドカップ -虫王史上最強パラワン見参！-
2006年8月発売。奥州クワガタ相撲で王者になった横綱パラワンオオヒラタクワガタが参戦している。またディスク二枚組みで収録時間は虫王シリーズ最長。
クワガタ王トーナメント優勝はパラワンオオヒラタクワガタ、次勝はスマトラオオヒラタクワガタ、カブト王トーナメント優勝はヘラクレス・ヘラクレス、次勝はコーカサスオオカブト。

## スペシャルマッチ

### 世界最強虫王決定戦名勝負ベスト30
2007年夏発売。今までのシリーズの試合をランキング形式で収録。

### 世界最強虫王決定戦壮絶マッチベスト30
2007年秋発売。前作同様に今までの試合をランキング形式で収録。

### 世界最強虫王決定戦 毒虫祭り2008 ～オオエンマハンミョウ復活！～
2008年2月発売。オオエンマハンミョウ十二番勝負およびスペシャルマッチを収録。

## 虫皇帝

### クワガタ皇帝最強トーナメント
虫王終了後に新堂冬樹が立ち上げた虫皇帝シリーズの第一弾でクワガタのトーナメントを収録。優勝はパラワンオオヒラタクワガタ、次勝はスマトラオオヒラタクワガタ（アチェ産）。

### カブト皇帝最強トーナメント
虫皇帝の第一弾でカブトムシのトーナメントを収録。大型のハナムグリも参戦している。優勝はヘラクレス・ヘラクレス、次勝はコーカサスオオカブト。

### 虫皇帝トーナメント
虫達によるトーナメントを収録。昆虫と毒虫が参戦している。優勝は、第1弾は、オオエンマハンミョウ、第2弾は、ラオスジャイアントセンチピード。次勝は、第1弾は、デザートヘアリースコーピオン、第2弾は、ダイオウサソリ。

### 劇場版虫皇帝
2009年8月29日公開。昆虫VS毒虫がテーマ。